# 1971年のMLBドラフト
1971年のMLBドラフト（1971 First-Year Player Draft）とは、1971年6月に行われたMLBのアマチュアドラフトである。

## 1巡目指名
|  | = オールスターゲーム選出 |  | = アメリカ野球殿堂選出 |

| 順位 | 選手                       | チーム                         | 守備位置 | 学校                                         |
| ---- | -------------------------- | ------------------------------ | -------- | -------------------------------------------- |
| 1    | ダニー・グッドウィン*      | シカゴ・ホワイトソックス       | 捕手     | ペオリアセントラル高校                       |
| 2    | ジェイ・フランクリン       | サンディエゴ・パドレス         | 投手     | ジェームス・マディソン高校                   |
| 3    | トミー・ビアンコ           | ミルウォーキー・ブルワーズ     | 遊撃手   | スウェナーカ高校                             |
| 4    | コンドレッジ・ホロウェイ*  | モントリオール・エクスポズ     | 遊撃手   | リー高校                                     |
| 5    | ロイ・ブランチ             | カンザスシティ・ロイヤルズ     | 投手     | バーモント高校                               |
| 6    | ロイ・トーマス             | フィラデルフィア・フィリーズ   | 投手     | ロンポック高校                               |
| 7    | ロジャー・キロガ           | ワシントン・セネタース         | 投手     | ボール高校                                   |
| 8    | エド・カーピール           | セントルイス・カージナルス     | 一塁手   | アーチビショップ・モロイ高校                 |
| 9    | デビッド・スローン         | クリーブランド・インディアンス | 投手     | サンタクララ高校                             |
| 10   | テイラー・ダンカン         | アトランタ・ブレーブス         | 遊撃手   | グラントユニオン高校                         |
| 11   | トム・ブレイザー           | デトロイト・タイガース         | 遊撃手   | イズリップ高校                               |
| 12   | フランク・タナナ           | カリフォルニア・エンゼルス     | 投手     | アーカディア高校                             |
| 13   | ニール・ラスムッセン       | ヒューストン・アストロズ       | 遊撃手   | カトリック・セントラル高校                   |
| 14   | リッチ・プイグ             | ニューヨーク・メッツ           | 二塁手   | ヒルズボロ高校                               |
| 15   | ジム・ライス               | ボストン・レッドソックス       | 外野手   | T・ L・ハンナ高校                            |
| 16   | ジェフ・ワハイマー         | シカゴ・カブス                 | 投手     | ブレバーフ・ジェスイット・プレパラトリー高校 |
| 17   | ウィリアム・ダニエルズ     | オークランド・アスレチックス   | 投手     | マッケンジー高校                             |
| 18   | フランク・リッチェリ       | サンフランシスコ・ジャイアンツ | 投手     | クリスチャン・ブラザーズ・アカデミー高校     |
| 19   | テリー・ウィットフィールド | ニューヨーク・ヤンキース       | 外野手   | パロ・ベルデ高校                             |
| 20   | リック・ローデン           | ロサンゼルス・ドジャース       | 投手     | アトランティック高校                         |
| 21   | デール・ソーダーホルム     | ミネソタ・ツインズ             | 遊撃手   | コーラルパーク高校                           |
| 22   | クレイグ・レイノルズ       | ピッツバーグ・パイレーツ       | 遊撃手   | レガン高校                                   |
| 23   | ランディ・スタイン         | ボルチモア・オリオールズ       | 投手     | ガネーシャ高校                               |
| 24   | マイク・マイリー*          | シンシナティ・レッズ           | 遊撃手   | イーストジェファーソン高校                   |

*未契約